# Gian Carlos Dueñas
Gian Carlos Dueñas (Cereté, Córdoba, Colombia, 12 de diciembre de 1982) es un futbolista colombiano. Juega como mediocampista en el Mixco.

## Clubes
| Club            | País      | Año             |
| --------------- | --------- | --------------- |
| América de Cali | Colombia  | 2005 - 2009     |
| Mixco           | Guatemala | 2012 - Presente |

## Palmarés

### Torneos nacionales
| Título              | Equipo          | País     | Año  |
| ------------------- | --------------- | -------- | ---- |
| Torneo Finalización | América de Cali | Colombia | 2008 |